# Movimiento Nacionalista Revolucionario–Alianza
El Movimiento Nacionalista Revolucionario–Alianza (MNRA) fue una coalición electoral boliviana de orientación hacia el centro político. Se conformó en 1979 para las elecciones de ese mismo año y las elecciones de 1980. 

## Historia
El MNRA fue formado en 1979 por:
- Movimiento Nacionalista Revolucionario (MNR)
- Movimiento Revolucionario Túpac Katari-Chila (MRTK-Chila, facción liderada por Macabeo Chila)
- Partido Comunista de Bolivia (Marxista-Leninista) (PCML)
- Partido Demócrata Cristiano (PDC)
- Partido Revolucionario Auténtico (PRA, facción histórica liderada por Walter Guevara Arce).[1]

En las elecciones de 1979 presentó como candidato presidencial a Víctor Paz Estenssoro (MNR) y Luis Ossio Sanjinés (PDC) como candidato a vicepresidente, mientras que en los comicios de 1980 presentó nuevamente a Víctor Paz Estenssoro (MNR) como candidato a presidente, y en dicha ocasión el candidato vicepresidencial fue Ñuflo Chávez Ortiz (MNR). En las elecciones al Congreso de 1979 logró elegir 48 diputados y 16 senadores, mientras que en 1980 logró elegir 34 diputados y 10 senadores.

## Resultados electorales

### Presidenciales
|  | 35.89 % |

|  | 20.15 % |